# Rhinestone cowboy
Rhinestone cowboy is een lied geschreven door Larry Weiss in 1974, die het zelf ook uitbracht. In de loop der jaren verscheen een twintigtal covers opgenomen door artiesten die in Nederland weinig bekendheid genieten, behalve dan David Hasselhoff en Jan Keizer. Het lied zou gaan over een versleten artiest, ooit groots, maar op latere leeftijd afgedankt en vergeten. Rhinestone (rijnsteen) is een kunstdiamant.

## Larry Weiss
Hij nam het zelf ook als eerste op in 1974. Het is voor zover bekend de enige single van Weiss, die in Nederland is uitgegeven. Het werd geen succes, maar wellicht kwam de single pas op de markt, nadat Glen Campbell het de hitparade had ingezongen. Ook de bijbehorende elpee Black and blue suite werd in Nederland uitgegeven door Philips Records. Daarop zijn doorgewinterde studiomusici te horen als Jimmie Haskell (toetsen), Hugh McCracken (allerlei instrumenten), Leland Sklar (bas) en Rick Marotta (drums). De single haalde de 24e plaats in de Billboard Adult Contemporary Chart, een afgeleide hitlijst.
Het nummer baarde destijds verder geen opzien.

## Glen Campbell
Dat onbekend blijven was van korte duur. In 1975 bracht countryzanger Glen Campbell het uit. Het werd een hit in verschillende landen. Ook in Nederland en België scoorde het plaatje behoorlijk. Toch waren de verkopen hier niet te vergelijken met die in de Verenigde Staten en Canada. Campbell had de versie van Larry Weiss gehoord in Australië toen hij daar aan het toeren was. Eenmaal terug in de VS bracht hij het enthousiast onder zijn medewerkers.
Rhinestone cowboy werd na zijn succes uitgemolken als titel van het album van destijds, latere verzamelalbums van zowel Campbell zelf als van het producersduo en als titel van de autobiografie.

### Hitnotering
Glen Campbell hield het 23 weken vol in de Billboard Hot 100 met twee weken een eerste plaats en negen weken in de top 10. Hij hield het ook twaalf weken uit in de UK Singles Chart met als hoogste notering plaats vier. De eerste plaats werd niet gehaald in de Benelux door Alexander Curly met Guus komt naar huus en Mike Berry met Tribute to Buddy Holly en Mud met L'L'Lucy.

#### Nederlandse Top 40
| Positie: | 28 | 13 | 6 | 3 | 6 | 15 | 31 | 38 | uit |

#### NederlandseDaverende 30
| Positie: | 21 | 13 | 7 | 3 | 4 | 10 | 22 | uit |

#### BelgischeBRT Top 30
| Positie: | 16 | 8 | 8 | 5 | 1 | 5 | 9 | 11 | 24 | uit |

#### VlaamseUltratop 30
| Positie: | 16 | 8 | 8 | 6 | 4 | 4 | 8 | 10 | 24 | uit |

#### NPO Radio 2 Top 2000
Rhinestone cowboy stond alleen in 1999 in de NPO Radio 2 Top 2000, op plek 1783.

## Nederlands taalgebied
Behalve dat Jan Keizer het opnam onder de originele titel, brachten minstens een drietal artiesten het uit onder een Nederlandse titel. Claire, Mama's Jasje en Kathleen zongen Vreemde vogels, een vertaling van Walter Ertvelt. Claire haalde er respectievelijk plaats 15 (BRT) en 14 (Ultratop) mee in vijf weken notering.

## Trivia
In seizoen 2022 van Beste Zangers werd Rhinestone cowboy gezongen door Sarita Lorena, nadat Ferdi Bolland had verteld dat hij tijdens een reis door Amerika door deze song geïnspireerd was geraakt om daar door te willen breken.